# Décès en 1415
Décès
- 1411
- 1412
- 1413
- 1414
- 1415
- 1416
- 1417
- 1418
- 1419

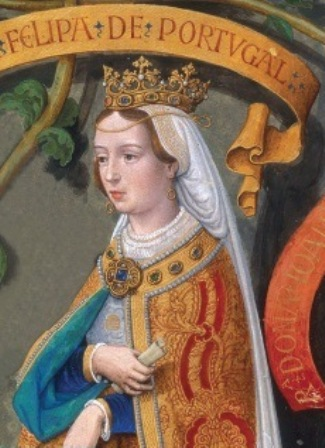
Philippa de Lancastre, morte en 1415.

Cette page dresse une liste de personnalités mortes au cours de l'année 1415 :
- 2 janvier : Firuzabadi, lexicographe arabe, auteur d’un dictionnaire d’arabe (° 1329).
- 23 janvier : João Alfonso Esteves, dit le cardinal de Lisbonne, pseudo-cardinal portugais.
- mars : Jean Malouel, ou Jan Maelwael est un peintre et décorateur du duché de Gueldre (actuels Pays-Bas).
- 12 avril  (ou 25 octobre) : Waléran III de Luxembourg-Ligny, comte de Saint-Pol, de Ligny, seigneur de Roussy et de Beauvoir.
- 15 avril : Manuel Chrysoloras, grammairien italien d'origine grecque.
- 1er mai : Othon IV d'Anhalt-Bernbourg, prince d'Anhalt-Bernbourg.
- 6 juillet : Jan Hus, brûlé à Constance comme hérétique.
- 8 juillet : Jean Flandrin,  dit le cardinal d'Auch, cardinal français.
- 19 juillet : Philippa de Lancastre, reine consort de Portugal.
- 5 août : Richard de Conisburgh, 1er comte de Cambridge.
- 22-23 août : Warcisław VIII de Poméranie, duc de Poméranie-Wolgast.
- 16 octobre : Landolfo Maramaldo, cardinal italien.
- 25 octobre, à l'occasion de la bataille d'Azincourt :
  - Jacques Dampierre, militaire et aristocrate français, amiral de France.
  - Charles Ier d'Albret, sire d'Albret et connétable de France.
  - Jean Ier d'Alençon, comte, puis duc d'Alençon et comte de Perche.
  - Édouard III de Bar, duc de Bar.
  - Jean de Bar, seigneur de Puisaye.
  - Robert de Bar, comte de Marle.
  - Philippe de Bourgogne, comte de Nevers et de Rethel.
  - Antoine de Brabant, aussi appelé Antoine de Bourgogne, comte de Rethel, duc de Brabant et du Lothier et de Limbourg.
  - Jean IV de Bueil, seigneur de Bueil, de Montrésor, de Saint-Calais, de Château-Fromont et de Courcelles, maître des arbalétriers de France.
  - Antoine de Craon, noble français.
  - Jacques de Créquy, seigneur d'Heilly, connu sous le nom de maréchal de Guyenne.
  - Raoul IV de Créquy l'Étendard, chevalier français de la famille de Créquy surnommé l'Étendard.
  - Jean Ier de Garencières, chevalier, grand chambellan du duc d'Orléans, maître de l'hôtel du roi Charles VI, maître des eaux et forêts en Picardie, puis chambellan du roi et chevalier banneret, au service d'Isabelle de France.
  - Jean de Montagu, trésorier de l'église de Beauvais, conseiller au parlement de Paris, camérier du pape Clément VII et chanoine de Chartres, évêque de Chartres, premier président de la chambre des comptes et chancelier de France, archevêque de Sens.
  - Édouard d'York, comte de Rutland et de Cambridge, Albemarle (Aumale) puis duc d'York.
  - David de Rambures, chevalier français, membre du conseil du roi et grand maître des arbalétriers.
  - Ferry Ier de Vaudémont, noble français de la Maison de Lorraine.
  - Dafydd Gam, ou Sir Dafydd ap Llewelyn ap Hywel, noble gallois célèbre pour son opposition à Owain Glyndŵr.
  - Le Gallois de Fougières, prévôt des maréchaux.
- 3 novembre : Charles Ier d'Albret, connétable de France.
- 9 novembre : Pierre Girard,  dit le cardinal du Puy, évêque de Lodève, du Puy, nonce en France, administrateur de Nîmes et pseudo-cardinal français.
- 19 novembre : Baudoin d'Ailly, dit « Beaugeois », chevalier, seigneur de Picquigny, vidame d'Amiens, conseiller et chambellan de Charles VI.
- 28 novembre : Philippe de Thurey, archevêque de Lyon.
- 18 décembre : Louis de Guyenne, dauphin de France.

- Date précise non connue :
- Nicolas Roger de Beaufort, comte de Beaufort, vicomte de La Mothe, seigneur de Saint-Exupéry, Ligny, Savennes, Chambon, Rosiers.
- Gadifer de La Salle, militaire et explorateur français.
- Delbeg Khan, Khan et khagan des Mongols.
- Deshin Shekpa, 5e Karmapa.
- Ugolino III Trinci, condottiere italien et seigneur de Foligno.

- Vers 1414 - 1415 :
- Maître Bertram, peintre allemand (° vers 1340).

## Crédit d'auteurs
- Cet article est partiellement ou en totalité issu de l'article intitulé « 1415 » (voir la liste des auteurs).